# Püspökmolnári
Püspökmolnári là một thị trấn thuộc hạt Vas, Hungary. Thị trấn này có diện tích 15,1 km², dân số năm 2010 là 925 người, mật độ 61 người/km².